# Elburg
Elburg és un municipi de la província de Gelderland, al centre-oest dels Països Baixos. L'1 de gener del 2009 tenia 22.196 habitants repartits sobre una superfície de 65,95 km² (dels quals 2,1 km² corresponen a aigua). Limita al nord-oest amb Dronten, al nord-est amb Oldebroek, al sud-oest amb Nunspeet i al sud-est amb Epe.

## Centres de població
- Doornspijk
- Elburg
- 't Harde
- Hoge Enk
- Oostendorp

## Administració
El consistori consta de 19 membres, compost per:
- Algemeen Belang 4 regidors
- CDA 3 regidors
- ChristenUnie 3 regidors
- PvdA 3 regidors
- SGP 3 regidors
- VVD 2 regidors
- Gemeentebelang 1 regidor

## Galeria d'imatges

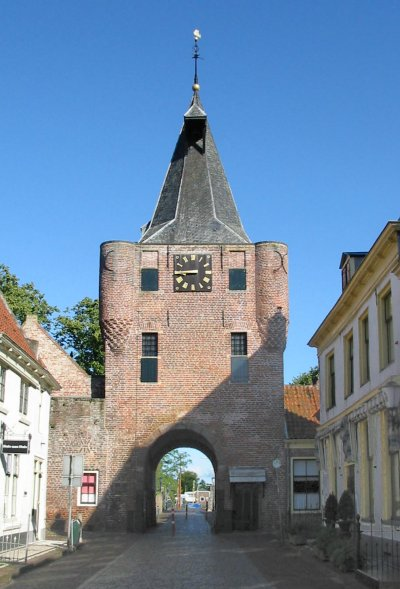
Vischpoort
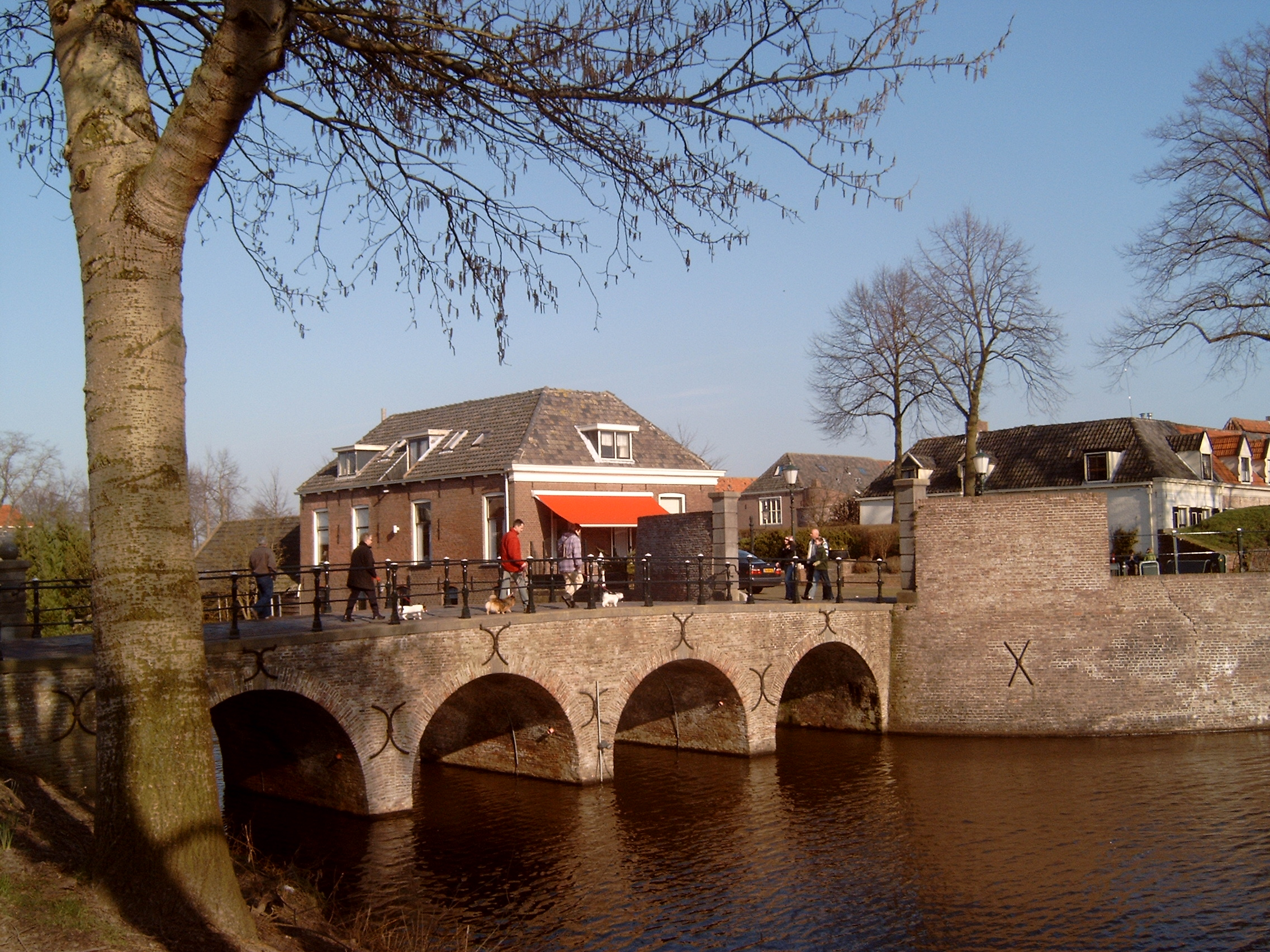
Pont fortificat a l'entrada
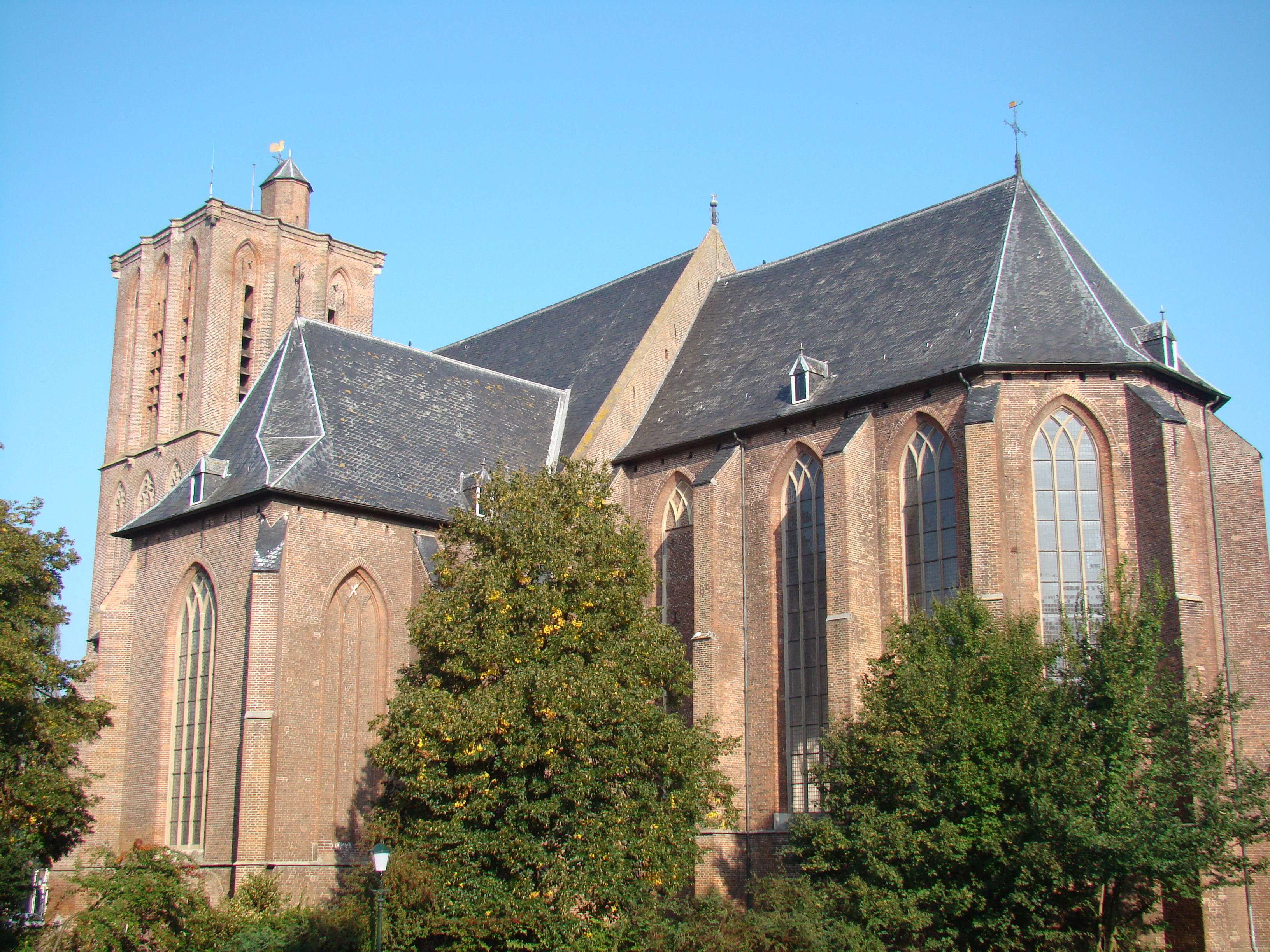
Església de Sint-Nicolaas